# Lijst van musea in Luxemburg (provincie)
Dit is een lijst van musea in de Belgische provincie Luxemburg. 

## Musea

### Aarlen
- Musée Luxembourgeois
- Archeologisch Museum

### Bastenaken
- Bastogne Historical Center (museum gewijd aan de Slag om Bastenaken)
- Bastogne War Museum

### Bouillon
- Musée Ducal
- Archéoscope Godefroid de Bouillon

### Libramont
- Keltenmuseum

### Montauban
- Archeologisch museum

### Montquintin
- Musée de la Vie Paysanne

### Saint-Hubert
- Fourneau Saint-Michel (Musée du Fer et de la Métallurgie ancienne, Musée de la Vie rurale en Wallonie (openluchtmuseum), Musée P.-J.-Redouté)
- Museum van het Ardense trekpaard
- Musée de l'Histoire de la forêt d'Ardenne

### Salmchâteau
- Musée du Coticule (slijpsteenmuseum)

### Tellin
- Klokken- en beiaardmuseum (1992-2013, gesloten)

### Virton
- Musée gaumais